# Thierry Crouzet
Pour les articles homonymes, voir Crouzet.
Cet écrivain ne doit pas être confondu avec le comédien Thierry Crouzet, né en 1972.
Thierry Crouzet est un écrivain et blogueur français, dit « spécialiste des nouvelles technologies » né à Sète le 21 juillet 1963 .

## Biographie
D’une lignée de Languedociens installés à Balaruc-les-Bains, son père patron pêcheur le destine à la pêche. Au cours de ses études supérieures à Montpellier, où il décroche un diplôme d’ingénieur en robotique (micro-électronique) à Polytech Montpellier alors appelé ISIM, il écrit des dizaines de scénarios de jeux de rôle, dont L'affaire Jonathan Deluze.
Thierry Crouzet commence à travailler en 1987 à Paris dans une SSII appelée S2I. Il y écrit en perruque deux romans que les éditeurs refusent. En 1991, il devient chef de rubrique au mensuel d’informatique Soft & Micro.
En 1992, il est débauché par Ziff Davis qui lance en France PC Expert et PC Direct, dont il devient le rédacteur en chef. Il continue d’écrire des romans. En 1994, il quitte la presse pour s’initier à la philosophie. En 1996, il collabore pendant trois mois à Europe Online, premier portail Web européen. Il y diffuse en ligne Pensé de Sicile, son premier texte.
En 1997, il publie chez Microsoft Press le premier d’une liste de livres de vulgarisation sur la bureautique et Internet. Le guide des meilleurs sites Web approche certaines années les 100 000 exemplaires. En 1998, il crée bonweb.com, version en ligne du guide, site avec les revenus duquel il se finance comme romancier et essayiste dilettante. En 2000, il crée Olympio, une maison d’édition de livres électroniques qui devait selon lui republier tous les textes soumis sans distinction. Ses associés restent attachés au modèle traditionnel de l’édition. Ce n’est pas encore l’heure du 2.0.
En 2011, il se lance dans une expérience consistant à refuser d'utiliser totalement internet pendant six mois. De cette expérience, il écrit J'ai débranché : comment revivre sans Internet après une overdose, livre dans lequel il témoigne de son expérience,,,,,.
Thierry Crouzet défend le revenu de base inconditionnel comme voie de sortie de la crise économique.
En 2021, il expérimente la mise en vente en NFT du blog qu'il tenait depuis 2005.
Dans un autre registre, son ouvrage sur son père, fusilier marin pendant la guerre d'Algérie, bénéficie aussi de bonnes critiques,.

## Œuvres
- Le Peuple des connecteurs, Bourin, 2006,  (ISBN 978-2849410387).
- Le Cinquième Pouvoir, Bourin, 2007,  (ISBN 978-2849410585).
- Les crapauds fous,  (ISBN 978-2-919358-40-3) (version 1.0), (cc) by-nc-nd, Thaulk et Thierry Crouzet, 2009-2017.
- L’Alternative nomade, publie.net, 2010,  (ISBN 978-2814503137).
- J’ai eu l'idée, publie.net, 2010,  (ISBN 978-2814503199).
- La Stratégie du cyborg, 40K, 2010, (ASIN B0043GX2PM).
- La Tune dans le caniveau, L’Expérience inédite, 2010,  (ISBN 978-2919358021).
- Bit, Sex and Bug, publie.net, 2011,  (ISBN 978-2814504158).
- L’Édition interdite, numériklivres.com, 2011,  (ISBN 978-2923858050).
- Ya Basta, publie.net, 2011,  (ISBN 978-2814504769).
- J’ai débranché, Fayard, 2012,  (ISBN 978-2-213-66615-0).
- Baby-Foot, publie.net, 2012, (ASIN B007EJMTG8).
- La Quatrième Théorie, Fayard, 2013,  (ISBN 978-2213672342).
- Le Geste qui sauve, L’Âge d’homme, 2014,  (ISBN 978-2-8251-4400-8).
- Les Confins du monde, Basilicataturistica.com, 2014, (ASIN B00L4DHSSY).
- Ératosthène, L’Âge d’homme, 2014,  (ISBN 978-2-8251-4431-2).
- Clitoria, Thaulk, 2014,  (ISBN 978-2-919358-30-4).
- Résistants, Bragelonne, 2017,  (ISBN 979-10-281-1042-0).
- L'Homme qui ne comprenait pas les femmes, Grand Angle, 2019,  (ISBN 978-2-81896-697-6).
- Mon père, ce tueur, La manufacture de livres, 2019,  (ISBN 978-2358875240).
- Didier Pittet et Thierry Crouzet, Vaincre les épidémies : de la prise de conscience aux gestes qui sauvent, Éditions Hugo et Compagnie, 2020, 256 p. (ISBN 9782755685787).
- One minute, PVH, 2022, (4 volumes et une intégrale),  (ISBN 9782940609239)

- Épicènes, À la flamme éditions, 2025,  (ISBN 978-2-9590-3926-3).